# Timi Zajc
Timi Zajc, född 26 april 2000, är en slovensk backhoppare. Han har tävlat för Slovenien i två olympiska spel (Pyeongchang 2018 och Peking 2022).

## Karriär
I februari 2022 vid olympiska vinterspelen 2022 i Peking tog Zajc guld i den mixade lagtävlingen och silver i herrarnas lagtävling. Följande månad tog han silver individuellt samt guld tillsammans med Domen Prevc, Peter Prevc och Anže Lanišek i lagtävlingen vid VM i skidflygning i Vikersund.
I juni 2023 var Zajc en del av Sloveniens lag tillsammans med Nika Prevc, Nika Križnar och Anže Lanišek som tog brons i den mixade lagtävlingen i normalbacke.